# Mai 1917

## Événements
- Début du Triennat bolchevique en Espagne (fin en 1920). Menace révolutionnaire. Les militaires constituent des « juntes de défense » que le pouvoir civil affaibli doit légitimer. L’opposition (80 députés réunis à Barcelone) réclame la tenue de Cortes constituantes.
- Les députés tchèques proposent la constitution d’un État confédéral dont la Bohême (agrandie de la Slovaquie) formerait la troisième composante avec l’Autriche et la Hongrie. Le projet est rejeté par l’empereur Charles Ier d'Autriche, en raison de l’opposition des Magyars.
- Le Jamaïcain Marcus Garvey lance aux États-Unis la Universal Negro Improvement Association (UNIA). Elle prône le retour des Noirs en Afrique et exalte la race noire[1].
- Mai - juin : mouvements de grèves en France.

- 3 mai : le corps expéditionnaire américain est constitué.

- 4 mai : échec de l'offensive Nivelle au Chemin des Dames.

- 7 mai : la conférence panrusse du Parti bolchevique adopte les thèses de Lénine. Un Comité central est créé (Lénine, Zinoviev, Kamenev et Staline).
- 11 mai : grève des couturières de la maison Jenny à Paris à l'origine d'un grand mouvement de grève qui s'étend dans plusieurs autres corporations et dans toute la France[2].

- 13 mai : à Fatima (Portugal), trois enfants affirment avoir vu la Vierge Marie.

- 15 mai : 
  - Philippe Pétain remplace Nivelle comme commandant en chef des armées françaises après sa démission. Foch est nommé chef d’état-major.

- 17 mai
  - Conférence de Kreuznach : première rencontre officielle entre L'empereur allemand Guillaume II et le nouvel empereur-roi, Charles Ier.

- 18 mai :
  - Canada : le gouvernement Borden annonce en chambre qu’il rendra obligatoire le service au front. Il offre au chef de l’opposition Wilfrid Laurier de former une coalition. Ce dernier refuse, sachant que s’il se joignait à une coalition pro-conscription, les francophones du Québec se tourneraient vers Henri Bourassa. Début de la Crise de la conscription (1917).
  - Trotsky arrive à Petrograd.

- 19 mai : le prince Lvov forme un second gouvernement provisoire à la suite de la démission de Milioukov, de Goutchov et de Korlinov. Kerensky est ministre de la Guerre.

- 20 mai : 
  - répression des mutineries de l'armée française. Plusieurs soldats sont exécutés;
  - Le 317e régiment d'artillerie (4e Armée) conduit par le Sous-Lieutenant Eugène Hérard a enlevé la première ligne allemande et repoussé trois contre attaques (citation à l'ordre de l'armée du 23 juin 1917, Ordre N°917).

- 24 mai : le gouvernement français demande aux États-Unis de fournir 5 000 pilotes et 4 500 avions pour le printemps 1918.

- 27 mai[3] : le pape Benoît XV promulgue le nouveau Code de droit canonique, préparé par Pie X.

- 30 mai : déclaration de Mai présenté au parlement de Vienne par Anton Korošec qui demande la réunification de tous les Slaves du sud de la monarchie en une unité autonome.

## Naissances
- 1er mai : Danielle Darrieux, actrice française (décès  17 octobre  2017).
- 16 mai : 
  - George Gaynes, acteur américain († 15 février 2016).
  - Juan Rulfo, écrivain, scénariste et photographe mexicain († 8 janvier 1986).
- 17 mai : Joseph-Albert Malula, cardinal congolais, archevêque de Kinshasa († 14 juin 1989).
- 21 mai : Raymond Burr, acteur. († 12 septembre 1993).
- 24 mai : Ross Thatcher, premier ministre de  la Saskatchewan. († 22 juillet 1971).
- 29 mai :
  - John Fitzgerald Kennedy, futur Président des États-Unis († 22 novembre 1963).
  - Joseph Somers, coureur cycliste belge († 25 mai 1966).
  - Georges Deicha, Géologue français  ( + 2011)
- 31 mai : Jean Rouch, cinéaste français († 18 février 2004).

## Décès
- 28 mai : Raoul Warocqué, capitaliste belge (° 4 février 1870).